# Afbraakkust

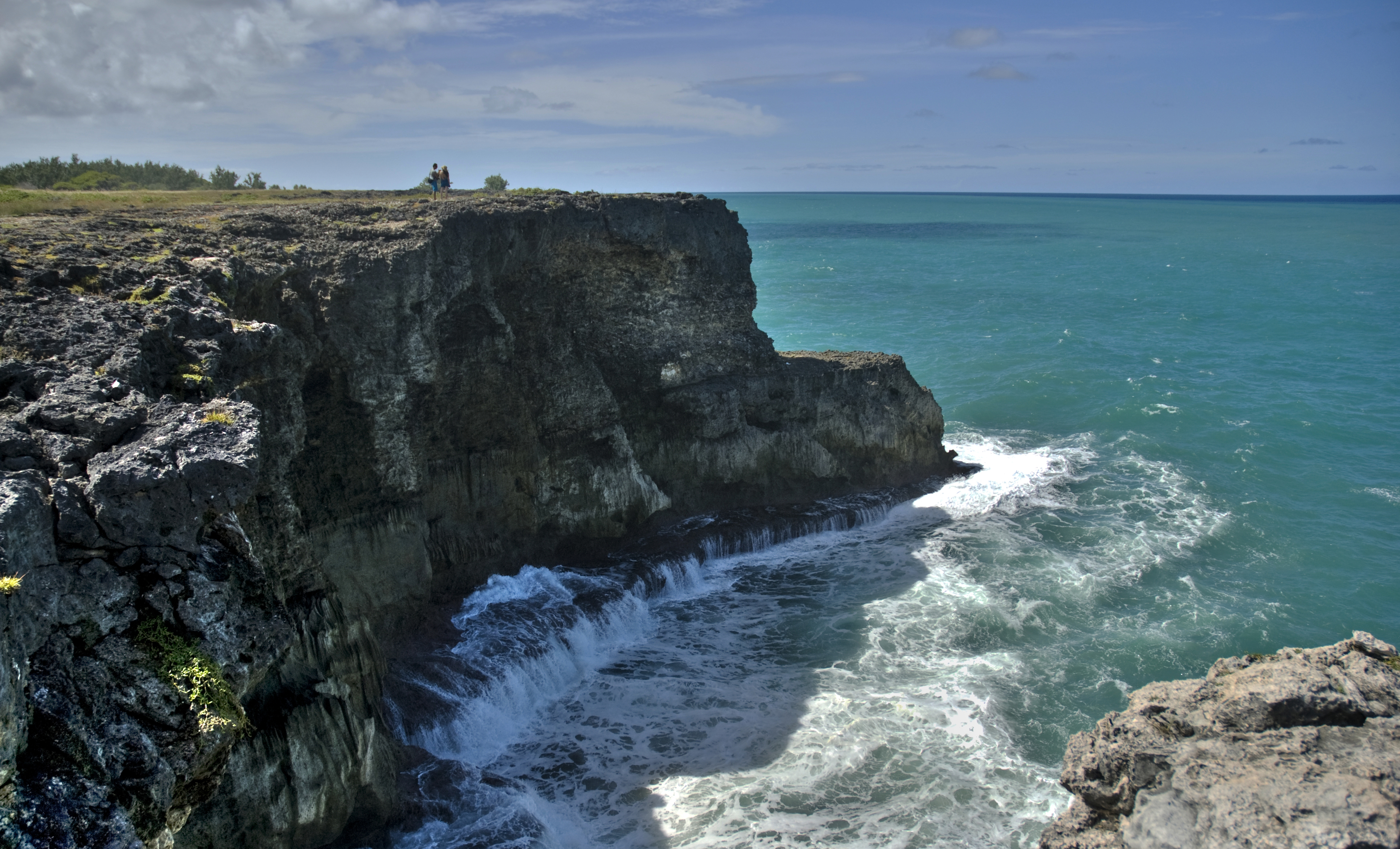
Een afbraakkust op Barbados

Een afbraakkust, ook wel falaisekust of klifkust genoemd, is een steile kust die zodanig door water, wind en temperatuur wordt aangetast dat er door erosie kliffen ontstaan. Na verloop van tijd breken overhangende delen af, het gesteente stort naar beneden waardoor de kust een stuk terug wijkt.

## Ontstaan

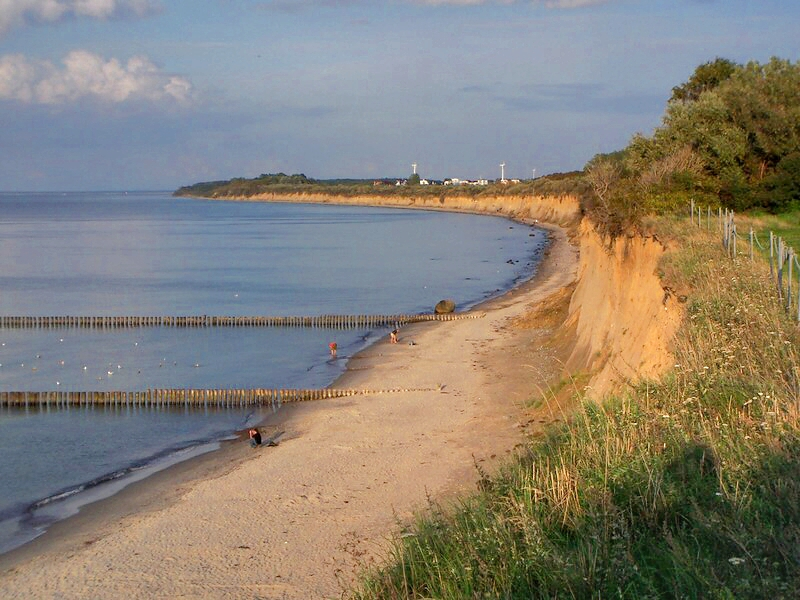
Steile kust bij Nienhagen (Mecklenburg)

Door de voortdurende werking van golven ontstaan kliffen aan kusten die relatief steil uit zee oprijzen. Aan de onderzijde wordt de steile kust uitgehold. Het gedeelte van de klif dat zich erboven bevindt, wordt weinig of niet door de golven geraakt en krijgt een steeds geprononceerder vorm, tot deze door zijn eigen gewicht omlaagglijdt of afbreekt. Dit materiaal komt voor de klif te liggen en wordt door de golven aangetast en weggespoeld. Door deze gebeurtenissen komt de kust geleidelijk meer landinwaarts te liggen. Het tempo waarin dit gebeurt, hangt af van de sterkte van de branding, de hoogte en hellingshoek van de klif, en het materiaal waaruit de klif bestaat. De kust van Mecklenburg verschuift bijvoorbeeld met 25 cm per jaar; de krijtrotskust in Zuid-Engeland verschuift met 0,5 cm per jaar landinwaarts.

### Bijzonderheden bij klifkusten

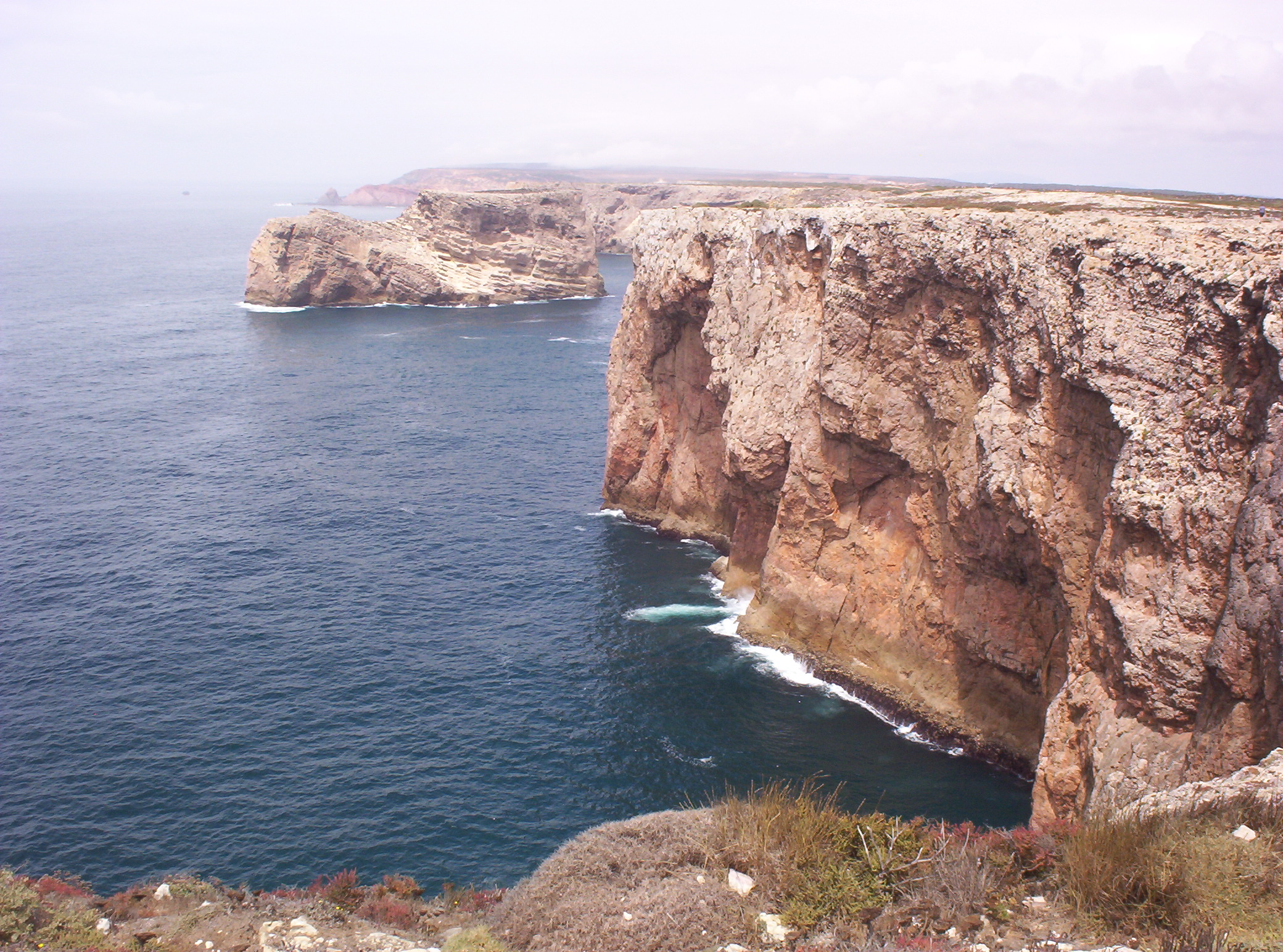
Rotsklif met brandingspijler (midden van het beeld) aan de zuidwestkust van Portugal

Bij rotskusten die bestaan uit erosiebestendig materiaal als zandsteen, kalksteen of graniet, vormt zich voor de klif het zogenaamde brandingsplatform (ook wel abrasieplatform of brandingsterras genoemd). Dit platform is de onder de waterlinie in stand gebleven voet van de rotskust. Bij kusten met een groot getijdeverschil komt dit regelmatig droog te liggen en kan dan een wad of schor vormen. Bij een tektonische opheffing van de kust wordt dit platform een kustterras, waarvan de hoogte boven de zeespiegel iets zegt over de mate van opheffing; daarbij moet rekening worden gehouden met eustatische zeespiegelveranderingen. Bij klifkusten waar de oever bestaat uit los materiaal als zand, leem of makkelijk erodeerbaar gesteente, vormt zich geen brandingsplatform, maar een zandstrand.
Bij klifkusten uit erosiebestendig materiaal is naast de werking van de branding, ook de algemeen optredende verwering door wind en regen, bepalend voor de verplaatsing landinwaarts.

## Levende en dode kliffen
Met levende kliffen wordt een kust bedoeld die actief door de zee wordt geërodeerd en zich landinwaarts verplaatst. Dode kliffen worden slechts door zeer hoge golven en stormvloeden bereikt  en hebben bijna alleen nog te maken met verwering door weersinvloeden. Dode kliffen kunnen ontstaan als het voorliggende brandingsplatform zo breed wordt dat golven niet meer effectief erosie kunnen veroorzaken. Dit kan ook gebeuren na een tektonische opheffing. Een duidelijke aanwijzing voor geringe erosie-activiteit bij een dode klif is het ontstaan van een vegetatiedek, dat dan de kans krijgt zich te ontwikkelen.
Bekende kusten in Duitsland met een levend klif zijn het rode klif in Kampen op Sylt en de krijtrotsen op Jasmund. De Königsstuhl op Rügen is een voorbeeld van een dood klif. Bij de Noordzee zijn door het aanslibben van de waddenkust, enkele dode kliffen een paar kilometer landinwaarts te vinden.

## Weblinks
- Instorten van een klif bij Cornwall op video